# Тихая (авизо)
«Тихая» (яп. 千早 Тихая)— авизо японского императорского флота, участвовавший в русско-японской войне. Назван в честь «Тихая-дзё», одного из замков в Осаке.

## Предыстория
Проект корабля основан на предыдущих проектах посыльных кораблей французского военного советника Эмиля Бертена. Построен в Японии военно-морским арсеналом в Йокосуке. Из-за малых размеров зачастую классифицируется как корвет или канонерская лодка, но в основном использовался как авизо (посыльное судно) для разведки и доставки сообщений. 

## Конструкция
По конструкции схож с «Яэяма» и «Мияко» — стальной корпус, полный такелаж двухмачтового барка в дополнение к паровой машине. Силовая установка - две вертикальные машины тройного расширения с шестью котлами Нормана, приводящие в движение два гребных винта. 
Вооружение составляли две 120-мм пушки QF 4.7-inch Mk I – IV, четыре 47-мм пушки Гочкиса, и два 457-мм торпедных аппарата на палубе.

## Служба
На церемонии спуска на воду 26 мая 1900 года присутствовал император Мэйдзи.
Днем 18 июня 1901 года на испытаниях перед формальным вводом в эксплуатацию столкнулся с эсминцем «Акэбоно», проводившем торпедные учения. Оба судна получили незначительные повреждения.
Во время Русско-японской войны «Тихая» участвовал в нападении на Порт-Артур и последующей блокаде. Впоследствии участвовал в битве в Желтом море и в Цусимском сражении. В нём «Тихая» командовал эскадрой эсминцев, потопивших линкор «Князь Суворов» и ремонтный корабль «Камчатка».
26 августа 1912 года «Тихая» был переклассифицирован в канонерскую лодку 1 класса. 
Во время Первой мировой войны «Тихая» патрулировал бывшую немецкую Микронезию, которая была оккупирована Японией на ранних этапах войны.
С 1918 по 1923 год «Тихая» осуществлял патрулирование восточного побережья России и поддержку японской интервенции на стороне Белого движения против большевистской Красной Армии. С мая по октябрь 1928 года в Йокосуке переоборудован в учебное судно и 1 сентября 1928 года исключен из списков флота. Впоследствии он передан в Военную академию Императорского флота Японии, где служил в качестве учебного корабля до 25 июля 1939 года. Корпус находился на плаву в Этадзиме до конца Второй мировой войны, когда его сдали на слом.